# 自遊自在食住行
《自遊自在食住行》（英語：Unrestrained Travel）是香港亞洲電視製作的旅遊節目，由鄭伊娜、馮家俊、蔡梓銘、王家敏、林睿、姚嘉雯、徐丁擔任主持。本節目於2014年6月15日至10月12日、2015年1月25日至2月1日逢星期日20:30-21:00在本港台播映，以及在亞洲電視網頁上提供節目重溫。

## 播映時間
以下時間均以香港時間（UTC+8:00）為準。
| 頻道   | 播映時間            |
| ------ | ------------------- |
| 本港台 | 逢星期日20:30-21:00 |

## 每集內容
| 集數 | 播映日期 | 外景           | 主題                             | 主持           |
| 01   | 6月15日  | 臺灣           | 寶島遊樂團                       | 鄭伊娜、馮家俊 |
| 02   | 6月22日  | 臺灣           | 寶島遊樂團                       | 鄭伊娜、馮家俊 |
| 03   | 7月6日   | 臺灣           | 寶島遊樂團                       | 鄭伊娜、馮家俊 |
| 04   | 7月13日  | 臺灣           | 寶島好滋味                       | 筱靖           |
| 05   | 7月20日  | 臺灣           | 寶島好滋味                       | 筱靖           |
| 06   | 7月27日  | 臺灣           | 寶島好滋味                       | 筱靖           |
| 07   | 8月3日   | 日本           | 發掘日本新玩法，四國之旅正式啟動 | 蔡梓銘         |
| 08   | 8月17日  | 日本           | 香川．烏冬の味篇                 | 蔡梓銘         |
| 09   | 8月24日  | 日本           | 德島．阿波の旅篇                 | 蔡梓銘         |
| 10   | 8月31日  | 日本           | 祖谷．動感魅力篇                 | 蔡梓銘         |
| 11   | 9月7日   | 日本           | 高知．訪尋真味篇                 | 蔡梓銘         |
| 12   | 9月14日  | 日本           | 愛媛．古樸和風篇                 | 蔡梓銘         |
| 13   | 9月21日  | 中华人民共和国 | 走進山水之城 連州                | 王家敏、林睿   |
| 14   | 10月5日  | 中华人民共和国 | 清遠 日與夜                      | 王家敏、林睿   |
| 15   | 10月12日 | 中华人民共和国 | 清遠 好風光                      | 王家敏、林睿   |
| 16   | 1月25日  | 帛琉           | 帛琉水世界                       | 姚嘉雯、徐丁   |
| 17   | 2月1日   | 帛琉           | 帛琉好玩多面睇                   | 姚嘉雯、徐丁   |

## 記事
- 2014年9月28日：由於播映《飲食天王頒獎典禮2014》，本節目暫停播映一次。

## 收視
以下為本節目於香港亞洲電視本港台之收視紀錄：
| 週次 | 集數  | 日期                   | 平均收視 |
| ---- | ----- | ---------------------- | -------- |
| 1    | 01    | 2015年5月17日          | 點       |
| 2    | 02-06 | 2015年5月18日－5月22日 | 點       |
| 3    | 07-11 | 2015年5月25日－5月29日 | 點       |

## 外部連結
- 亞洲電視節目網頁 - 自遊自在食住行